# Novo Triunfo
Novo Triunfo là một đô thị thuộc bang Bahia, Brasil. Đô thị này có diện tích 217,894 km², dân số năm 2007 là 15436 người, mật độ 70,8 người/km².